# Rémi Gaillard

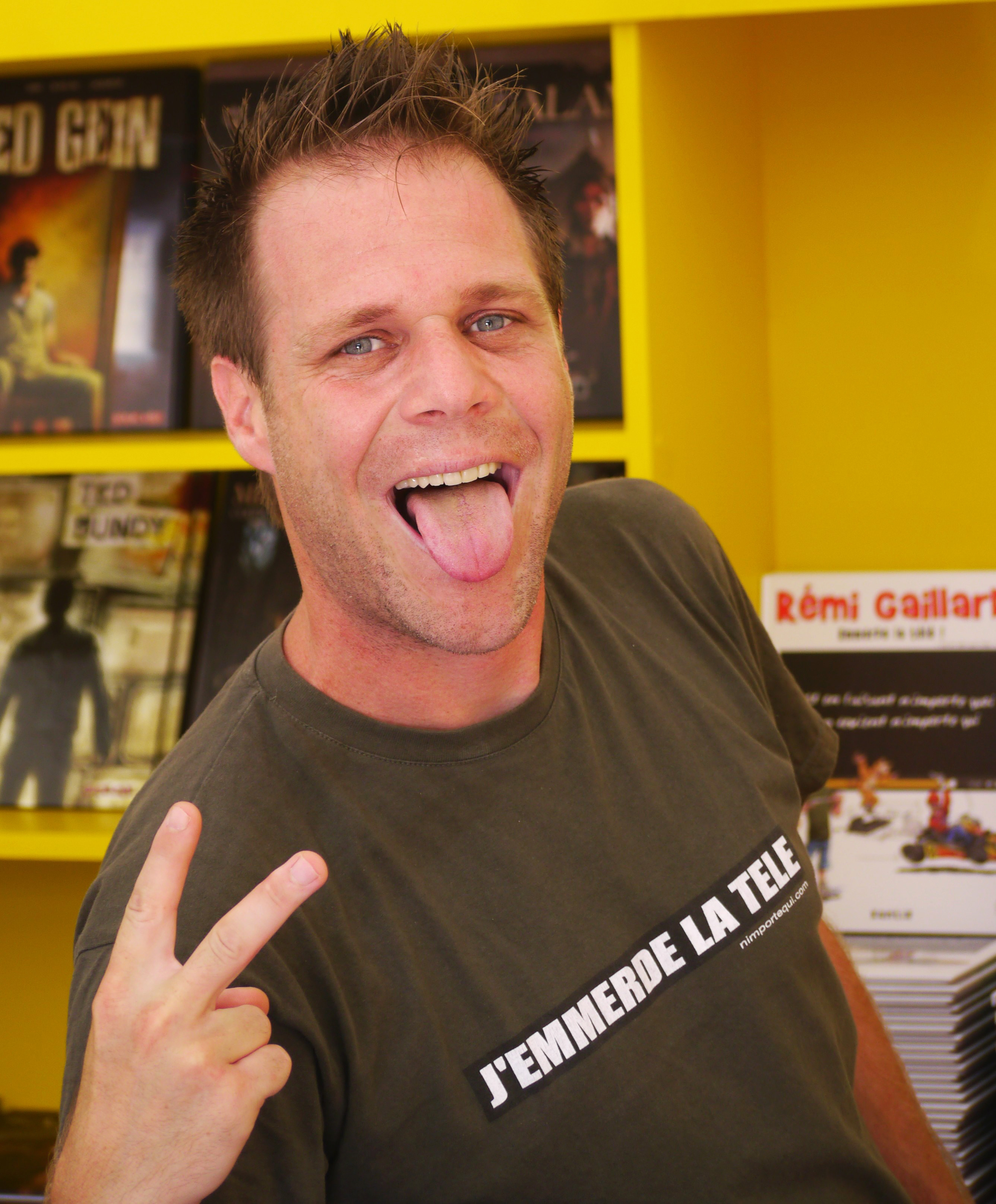
Rémi Gaillard (2011)

Rémi Gaillard (* 7. Februar 1975 in Montpellier) ist ein französischer Komiker und Webvideoproduzent, der durch seine medial dokumentierten Streiche den Status einer Internetberühmtheit erlangte. Der Familienname „Gaillard“, der ein Künstlername ist, bedeutet auf Deutsch übersetzt so viel wie „Witzbold“. Gaillard begann 1999, nachdem er seinen Job als Schuhverkäufer verloren hatte, mit dem Filmen seiner Streiche und hat bis heute über 150 Videos auf kostenlosen Videoportalen veröffentlicht. Dies hat ihm auf YouTube bisher über 1,6 Milliarden Video-Aufrufe sowie 7 Millionen Abonnenten weltweit eingebracht. 2020 nahm Gaillard an der lokalen Bürgermeisterwahl in Montpellier teil und belegte mit 9,6 % den vierten Platz.

## Motto
Gaillards Motto lautet: C’est en faisant n’importe quoi qu’on devient n’importe qui !
Aufgrund der Doppeldeutigkeit des Ausdrucks n’importe quoi sind zwei Übersetzungen ins Deutsche möglich: „Indem man irgendetwas macht, wird man irgendwer!“ oder „Indem man Unsinn treibt, wird man irgendwer!“
Dieses Motto findet man jedes Mal am Ende seiner Videos und ist zu seinem Markenzeichen geworden. Seine Internetpräsenz nennt sich entsprechend nimportequi.com.

## Auftritte
- Im Mai 2002 zog Gaillard die Aufmerksamkeit der französischen Medien auf sich, als er am Ende des Finales des französischen Fußballpokals, als Spieler der Siegermannschaft FC Lorient verkleidet, auf das Spielfeld gelangte und an den anschließenden Zeremonien teilnehmen konnte. Dabei hielt er den Pokal fest und schüttelte sogar die Hand des damaligen Präsidenten Jacques Chirac.[4] Kurioserweise sagte dieser ihm auch noch, dass er „gut gespielt“ habe.[5]
- Am 27. Juli 2002 stellte er sich während des Abspielens der französischen Nationalhymne in die Reihe der Spieler der Herren-Volleyballnationalmannschaft auf. Dabei trug er, um nicht aufzufallen, das gleiche Trikot wie die Spieler, das allerdings keine Rückennummer aufwies. Eurosport übertrug dieses Ereignis live.
- Gaillard präsentiert auf seiner Website seine Parodien (zum Beispiel Mario Kart, Pac-Man oder Teenage Mutant Ninja Turtles) und eigene Sketche.
- Gaillards bis dato erfolgreichstes Video bei YouTube ist Kangaroo mit über 93 Millionen Aufrufen.[6]
- Anfang des Jahres 2014 veröffentlichte er seinen ersten Film N’importe Qui.[7]

## Kommerzielle Partner
2007 hat Gaillard mehrere Videos für das Erfrischungsgetränk Orangina und den Sportartikelhersteller Nike gedreht, mit dem Ziel, sie mittels Internetsurfern im Web weiter zu verbreiten (virales Marketing). Auch für die Rasiermarke Nobacter drehte er entsprechende Videos.

## Kinofilm
Der Kinostart von Rémi Gaillards erstem Film N’importe Qui, unter Regie von Raphael Frydman, war in Frankreich am 5. März 2014. Die deutsche Version des Films nennt sich What the Fuck – Derb und unerhört ungehobelt. Der Deutsche Verleihstart war der 7. Juli 2015, der Verkaufsstart am 29. Juli 2015. Im Film spielt Rémi sich selbst. Seine Freunde, mit denen er seine Streiche filmt, wollen in Zukunft ein geregeltes Leben führen und nicht bei seinem Unsinn mitmachen. Rémis Freundin will auch, dass er ein normales Leben führt, deshalb bekommt Rémi von seinem Arzt Beruhigungsmittel verschrieben. Dies klappt eine Zeit lang und Rémi arbeitet als Verkäufer einer Autopflegepolitur. Rémi vermisst dennoch die alten Zeiten und versucht wieder irgendwer zu sein, nach seinem Motto „Wer irgendetwas macht, wird irgendwer“. Im Film werden immer wieder Ausschnitte aus Clips von Rémi gezeigt, darunter auch nicht im Internet veröffentlichte Clips. Auf IMDb hat der Film bei 345 Bewertungen einen Durchschnitt von 5,0 von 10 Sternen.